# Chris Wilson (Ringer)
Chris Wilson (* 30. Dezember 1967 in Winnipeg, Manitoba) ist ein ehemaliger kanadischer Ringer. Er war 1991 Vize-Weltmeister im freien Stil im Leichtgewicht.

## Werdegang
Chris Wilson begann als Jugendlicher in seiner Heimatstadt Winnipeg mit dem Ringen. Nach seiner High-School-Zeit besuchte er die Simon Fraser University (SFU) in Burnaby (Kanada). Dort setzte er das Ringen fort und wurde außerdem Mitglied des Burnaby Mountain Wrestling Club. Er konzentrierte sich dabei ganz auf den freien Stil. Als Erwachsener startete er während seiner ganzen Karriere im Leichtgewicht (damals bis 68 kg Körpergewicht).
Bereits 1983 belegte er bei der Juniorenweltmeisterschaft (Cadets = Altersklasse bis zum 16. Lebensjahr) in Missoule (USA) in der Gewichtsklasse bis 41 kg Körpergewicht einen 5. Platz. 1986 belegte er bei einem Weltcupturnier in St. John’s (Kanada) im Leichtgewicht hinter dem sowjetischen Sportler Nasir Gadžihanov, dem Kubaner Lazaro Lazo und Morii, Japan einen 4. Platz.
Ein erster großer internationaler Erfolg gelang ihm dann bei der Junioren-Weltmeisterschaft (Espoirs = Altersgruppe bis zum 20. Lebensjahr) 1987 in Vancouver. Er siegte dort im Leichtgewicht vor Choi Won-young aus Südkorea, Walentin Gezow aus Bulgarien u. Rafael Basto Alvárez aus Kuba. Auf dem Weg zu diesem Sieg schlug er u. a. auch Georg Schwabenland aus der BRD nach Punkten.
Im Seniorenbereich gelangen Chris Wilson zwei Medaillengewinne bei den Weltmeisterschaften. 1991 kam er in Warna hinter dem überragenden sowjetischen Sportler Arsen Fadsajew auf den 2. Platz, wobei er im Endkampf gegen diesen Ringer mit 0:3 techn. Punkten unterlag. In einem Poolkampf gelang ihm bei dieser Veranstaltung wieder ein Sieg gegen Georg Schwabenland, den er mit 2:0 techn. Punkten schlug. Die zweite Medaille gewann er bei der Weltmeisterschaft 1993 in Toronto. Hier gewann er hinter Ali Akbarnejad aus dem Iran und Wadim Bogijew aus Russland eine Bronzemedaille. Im Kampf um diese Medaille besiegte er dabei Townsend Saunders aus den Vereinigten Staaten.
Im Jahre 1992 nahm Chris Wilson auch an den Olympischen Spielen in Barcelona teil. Er musste sich dort aber mit einem 8. Platz begnügen.
Zum Abschluss seiner Karriere gelang ihm im Jahre 1994 noch ein Sieg bei den Commonwealth Games in Victoria (Kanada) vor Ibo Oziti aus Nigeria u. Mohamed Umar aus Pakistan.
Nach Beendigung seines Studiums übernahm Christ Wilson eine Stelle in der Administration der SFU in Burnaby.

## Internationale Erfolge
(OS = Olympische Spiele, WM = Weltmeisterschaft, F = freier Stil, Le = Leichtgewicht, damals bis 68 kg Körpergewicht)
- 1983, 5. Platz, Junioren-WM (Cadets) in Missoule (USA), F, bis 41 kg Körpergewicht, hinter Sambaghi Pail, Indien, Buch McFee, USA, Louis Koo, Peru u. Ramon Mena, Panama;

- 1986, 4. Platz, Weltcup in St. John’s (Kanada), F, Le, hinter Nasir Gadžihanov, UdSSR, Lazaro Lazo, Kuba u. Morii, Japan;

- 1987, 1. Platz, Junioren-WM in Vancouver, F, Le, vor Choi Won-young, Südkorea, Walentin Gezow, Bulgarien u. Rafael Basto Alvárez, Kuba;

- 1989, 3. Platz, Weltcup in Toledo (Ohio), F, Le, hinter Arsen Fadsajew, UdSSR u. Nate Carr, USA, vor Jesús E. Rodríguez Garzón, Kuba;

- 1990, 7. Platz, WM in Tokio, F, Le, hinter Arsen Fadsajew, Georgios Athanasiadis, Griechenland, Alberto Rodríguez Hernández, Kuba, Kōsei Akaishi, Japan, Nate Carr u. Kamil Kocaoğlu, Türkei;

- 1990, 3. Platz, Weltcup in Toledo (Ohio), F, Le, hinter John Giura, USA u. Walin Werkuschin, UdSSR, vor Santiago Contreras, Kuba u. Rahmi Harunoğlu, Türkei;

- 1991, 2. Platz, WM in Warna, F, Le, hinter Arsen Fadsajew u. vor Walentin Gezow, Georg Schwabenland, BRD u. Endre Elekes, Ungarn;

- 1991, 2. Platz, Weltcup in Toledo (Ohio), F, Le, hinter John Giura u. vor Jesús E. Rodríguez Garzón, Ko Young-ho, Südkorea u. Boris Budayev, UdSSR;

- 1992, 2. Platz, Roger-Coulon-Memorial in Carcassonne, F, Le, hinter Georg Schwabenland u. vor Townsend Saunders;

- 1992, 1. Platz, Großer Preis der ČSSR in Bratislava, F, Le, vor Andreas Kubiak, BRD u. Endre Elekes;

- 1992, 8. Platz, OS in Barcelona, F, Le, Sieger: Arsen Fadsajew vor Walentin Gezow u. Kōsei Akaishi, Japan;

- 1993, 3. Platz, WM in Toronto, F, Le, hinter Ali Akbarnejad, Iran u. Wadim Bogijew, Russland, vor Townsend Saunders u. Roman Motrowytsch, Ukraine;

- 1993, 1. Platz, Weltcup in Chattanooga, F, Le, vor Wadim Bogijew, Townsend Saunders, Eugenio Montero, Kuba u. Kōsei Akaishi:

- 1994, 1. Platz, Weltcup in Edmonton, F, Le, vor Matthew Demaray, USA, Buwaissar Saitijew, Russland, Davoud Ghanbari, Iran und Kenji Koshiba, Japan;

- 1994, 1. Platz, Commonwealth Games in Victoria (Kanada), F, Le, vor Ibo Oziti, Nigeria u. Mohamed Umar, Pakistan